# Троллейбус в Йоханнесбурге
Троллейбус в Йоханнесбурге — вид городского общественного транспорта, который работал в Йоханнесбурге с 1936 по 1986 год.

## История
Троллейбусная линия в Йоханнесбурге была открыта 26 августа 1936 года. Троллейбусная система постепенно дополняла трамвайную сеть Йоханнесбурга.
Троллейбусная система частично заменила трамвайные сети, после того как 2 августа 1961 года трамвайная система в Йоханнесбурге была закрыта. Троллейбусная сеть Йоханнесбурга была закрыта 10 января 1986.